# پراگرسیو متال
پراگرسیو متال (انگلیسی: progressive metal؛ که اغلب به اختصار پراگ متال نامیده می‌شود) یک ژانر موسیقی تلفیقی گسترده است که هوی متال و پراگرسیو راک را در هم می‌آمیزد. این سبک، صداهای تهاجمی و پرقدرت هوی متال را با ساختارهای تجربی، پیچیده و شبه‌کلاسیک پراگرسیو راک ترکیب می‌کند.
این موسیقی معمولاً مهارت فنی فوق‌العاده نوازندگان را به نمایش می‌گذارد و اغلب شامل هارمونی‌های نامتعارف و ریتم‌های پیچیده با تغییرات مکرر متر و سنکپ‌های شدید است. جنبه‌های ریتمیک این ژانر به‌ویژه در زیرشاخه جنت بسیار مورد تأکید قرار می‌گیرد.
اگرچه این سبک در اواخر دهه ۱۹۸۰ پدیدار شد، اما تا دهه ۱۹۹۰ به موفقیت گسترده دست نیافت. برخی از گروه‌های مطرح متال پراگرسیو که به موفقیت تجاری دست یافتند عبارتند از: واچ‌تاور، کوئینزرایک، دریم تیتر، تول، سیمفونی اکس، شدو گلری، کینگز ایکس و فیتس وارنینگ.

## تاریخچه
پراگرسیو متال، به‌عنوان یک سبک موسیقی متمایز، عمدتاً به‌وسیلهٔ اعضای عرصهٔ هوی متال آمریکا در اواسط دههٔ ۱۹۸۰ به وجود آمد، به‌ویژه توسط گروه‌هایی همچون کوئینزرایک، سوتیج، فیتس وارنینگ و واچ‌تاور، و بعدها توسط دریم تیتر و سیمفونی اکس. این ژانر از آن زمان به شیوه‌ای پراکنده پیشرفت کرده است، به‌گونه‌ای که گروه‌های بی‌شماری نوآوری‌های خود را به روش‌های شخصی نشان داده‌اند.
ریشه‌های این سبک به آغاز موسیقی هوی متال/هارد راک و پراگرسیو راک بازمی‌گردد، زمانی که برخی از گروه‌ها شروع به ادغام این دو رویکرد متفاوت کردند. پیشگامان دهه ۱۹۶۰، کینگ کریمسون، با حفظ نوآوری موسیقی خود، از رویکردی سخت‌تر استفاده کردند و با بهره‌گیری از ناهماهنگی‌ها و صداهای آزمایشی، ارتباط خود را با آکوردهای قوی هارد راک حفظ کردند؛ نمونه بارز آن، قطعه «21st Century Schizoid Man» است. گروه سه‌نفره کانادایی راش به‌طور گسترده‌ای به‌عنوان پُلی بین هارد راک، پراگرسیو راک انگلیسی و هوی متال خالص شناخته می‌شوند. آن‌ها که در ابتدا تحت تأثیر لد زپلین بودند، به ترکیب تکنیک‌های پراگرسیو راک با آکوردهای قوی و مبتنی بر بلوز روی آوردند. آلبوم‌هایی مانند ۲۱۱۲ (۱۹۷۶) مهارت فنی و توانایی پیچیده ترکیبی را در حالی به نمایش گذاشتند که همچنان رویکردی مستقیم‌تر و سنگین‌تری نسبت به سبک پراگرسیو راک انگلیسی جاافتاده ارائه می‌دادند.